# Вроцлав (стадион)

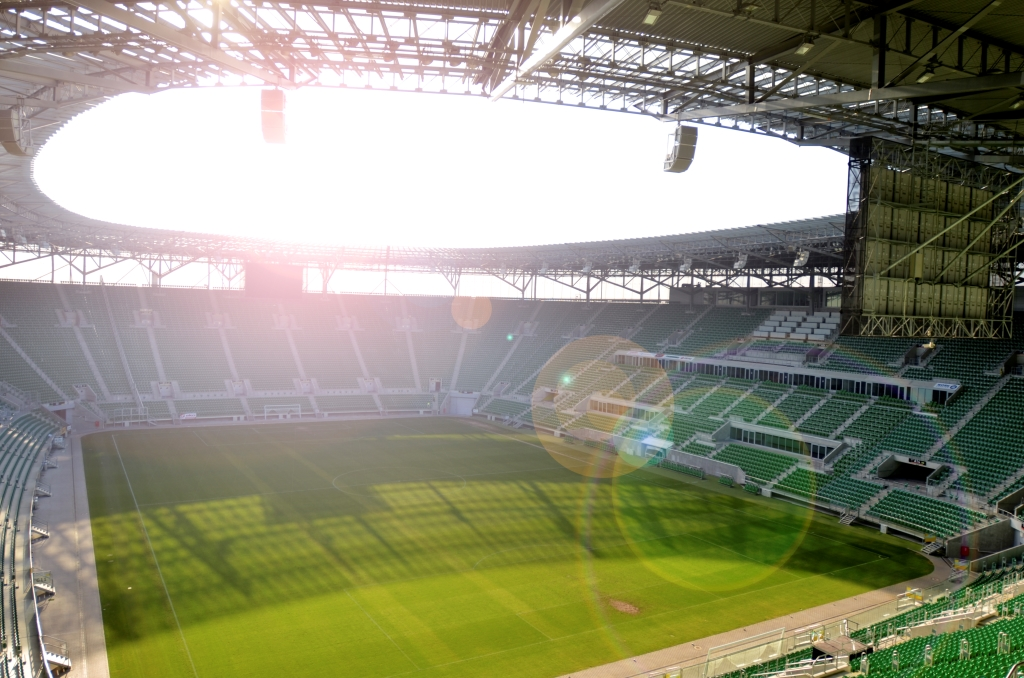
Вид на трибуны

Стадион Вроцлав (пол. Stadion Wrocław) или Городской стадион Вроцлава (пол. Stadion Miejski we Wrocławiu), коммерческое название с 2021 года — «Тарчиньский Арена Вроцлав» (пол. Tarczyński Arena Wrocław) — футбольный стадион в польском городе Вроцлаве, который принял матчи чемпионата Европы по футболу 2012 года (в списке стадионов чемпионата является самым большим по высоте). Является домашней ареной для местной команды «Шлёнск». Вместимость составляет 45 105 человека.

## История
Строительство началось в апреле 2009 года и в основном было завершено в сентябре 2011 года. Официальная церемония открытия состоялась 10 сентября 2011 года: на стадионе состоялся боксёрский поединок между Виталием Кличко и Томашом Адамеком. 11 ноября 2011 года на стадионе прошёл товарищеский матч между сборными Польши и Италии. Стадион расположен рядом с шоссе А8. Несмотря на то, что стадион был открыт, некоторые строительные работы (электрификация, оборудование для телетрансляций, территории для паркингов) были завершены позднее срока сдачи стадиона.

### Матчи чемпионата Европы 2012 года
Арена приняла три матча группового этапа, в том числе один матч с польской сборной. Сборная Чехии провела все 3 своих матча группового этапа на этом стадионе. На первом матче чехов со сборной России планировалось присутствие президента Чехии Вацлава Клауса.
Время местное
| Дата         | Время | Команда 1 | Счёт | Команда 2 | Стадия   | Зрители | Голы                                         | Судья         |
| 8 июня 2012  | 20:45 | Россия    | 4:1  | Чехия     | Группа A | 40 803  | Дзагоев(2 гола), Широков, Павлюченко; Пиларж | Говард Уэбб   |
| 12 июня 2012 | 18:00 | Греция    | 1:2  | Чехия     | Группа A | 41 105  | Гекас; Йирачек, Пиларж                       | Стефан Ланнуа |
| 16 июня 2012 | 20:45 | Чехия     | 1:0  | Польша    | Группа A | 41 480  | Йирачек; —                                   | Крейг Томсон  |